# ローレンス・リバモア国立研究所
ローレンス・リバモア国立研究所（ローレンス・リバモアこくりつけんきゅうじょ、Lawrence Livermore National Laboratory、LLNL）は、アメリカ合衆国カリフォルニア州リバモアにある、アメリカ合衆国エネルギー省 (DOE) が所有する国立研究所である。創立者はマンハッタン計画でクリントン・エンジニア・ワークスの設置にも関与していた原子力物理学者アーネスト・ローレンス。
1952年に核兵器の研究開発を目的として設立され、物理学、エネルギー、環境、バイオテクノロジーなど研究を行っている。管理・運営はローレンス・リバモア・ナショナル・セキュリティ（Lawrence Livermore National Security, LLC、ベクテル・ナショナル、カリフォルニア大学、バブコック・アンド・ウィルコックス・テクニカル・サービシス・グループ、URSコーポレーションによる有限責任法人）が行っている。「水爆の父」ことエドワード・テラーが所長をつとめたこともある。
2009年3月31日には世界最大のレーザー核融合施設である「国立点火施設」(National Ignition Facility：NIF) が完成した。実験装置の一部には、HOYA USAから、大型レーザーガラスが導入されている。また、磁気浮上式鉄道の一種であるインダクトラックの研究も行われている。
2012年、116番元素は、当研究所の名にちなんだ「リバモリウム」と名付けられた。